# ريبيكا ستيل
ريبيكا ستيل (2 يناير 1985 بكرايستشرش في نيوزيلندا - ) (بالإنجليزية: Rebecca Steele)‏ هي لاعبة كريكت نيوزلندية. شاركت مع منتخب نيوزيلندا الوطني للكريكت. أما مع النوادي، فقد لعبت مع Canterbury Magicians ‏.

## وصلات خارجية
- ريبيكا ستيل على موقع إي آس بي آن كريك إنفو (الإنجليزية)